# Санаториул Ађиђа (Констанца)
Санаториул Ађиђа (рум. Sanatoriul Agigea) насеље је у Румунији у округу Констанца у општини Ађиђа. Oпштина се налази на надморској висини од 11 m.

## Становништво
Према подацима из 2002. године у насељу је живело 368 становника, од којих су сви румунске националности.